# Årstidsträdet
Årstidsträdet var en vandringsutställning som skapades av konstnärerna Kaj och Per Beckman och producerades av den statliga myndigheten Riksutställningar. Årstidsträdet blev en populär utställning. Den turnerade i 15 år och kom ända till Paris innan den brann upp i Kalix.

## Bakgrund
Årstidsträdet kan sägas vara en variant av de skåp- och lådutställningar som Riksutställningar hade producerat sedan vandringsutställningen Formlek 1968. Tanken bakom konceptet var att kunna erbjuda kompakta och smidiga utställningar där utställning och emballage ofta var ett, och där utställningen inte sällan fanns i flera exemplar för att kunna nå ett större antal besökare på många orter samtidigt.
Årstidsträdet var anpassat till det som länge var en av Riksutställningars viktigaste målgrupper: förskole- och lågstadiebarn över hela Sverige. Utställningar för de yngre formgavs som regel för att kunna visas på bibliotek och blev ofta populära med många bokningar. Årstidsträdet var en av de tidiga utställningarna som var anpassad för bibliotek och förskola.
Biblioteken var länge en av de flitigaste mottagarna av ”skåpen” från Riksutställningar. I början av 1990-talet ändrades myndighetens inriktning mot större produktioner och biblioteksutställningarna minskade i antal.

## Tema
Vandringsutställningen Årstidsträdet skulle vara en plats för poesi och sagor på temat fåglar och de fyra årstiderna. Konstruktionen var också en ”myshörna” för både barn och vuxna. Utställningen var avsedd för miljöer för barn, exempelvis förskolor, bibliotek och sjukhus.

## Produktion
Idén till Årstidsträdet kom från konstnärerna Kaj och Per Beckman, som också stod för konstruktion och byggnation. Till sin hjälp hade de personal i Riksutställningars ateljé i Stockholm och Riksutställningar bekostade materialet. Årstidsträdet ingick sedan i en sommarutställning som arrangerades av Lekmiljörådet, en enhet inom svenska Socialstyrelsen mellan 1971 och 1980.
Efter sommarutställningens slut bestämde sig Riksutställningar för att köpa Årstidsträdet, av upphovsmakarna, för att använda det i en turné, bland annat till bibliotek, sjukhus och vårdinstitutioner. För att fungera som en vandringsutställning krävdes att trädet kompletterades med en materiallåda som innehöll böcker, skivor och en handledning.
Årstidsträdet bestod av ett hopfällbart ”rumsbildande” träd, som bildades av fyra insulitplattor. Plattorna sattes ihop två och två och ställdes sedan mot varandra så att de uppifrån såg ut som ett ”plus”.Varje sida av trädet blev en årstid med de vanligaste fågelarterna för perioden målade i grenverket. Kring trädets fot bildades fyra vrår där utställningsbesökarna kunde sitta ner och lyssna på fåglarna i respektive årstid och läsa dikter och sagor om fåglar och de fyra årstiderna.
Fågelsången kopierades från så kallade EP-skivor till en ”evighetskassett” för oavbruten uppspelning på en bandspelare av märket Tandberg, modell 1325. Mellan varje fågel gjordes en kort paus.
Varje sittplats i Årstidsträdet var täckt av en skumgummikudde som hade ett överdrag av tyg. Den lokala mottagaren fick Årstidsträdet levererat till sig i en låda som hade en ungefärlig volym på 1 kubikmeter och en vikt på cirka 125 kilogram.
De mjuka dynorna bidrog till att förvandla utställningen till en populär ”myshörna” för både barn och vuxna – ”fullsatt nästan jämt”, enligt boken Kultur i rörelse – en historia om Riksutställningar och kulturpolitiken.
De olika årstiderna representerades av följande fågelarter:
- Våren: blåmes, talgoxe, koltrast, entita, stare, bofink.
- Sommaren: blåmes, talgoxe, koltrast, entita stare, bofink, gök.
- Hösten: blåmes, talgoxe, koltrast, entita.
- Vintern: blåmes, talgoxe, koltrast, entita, domherre.[6]

## Turné
Årstidsträdet blev en omtyckt och eftersökt utställning som turnerade från 1975 och fram till 1990, bland annat ställdes den ut två månader i Atelier des Enfants i Centres Georges Pompidou i Paris, 1981. Ett exempel på populariteten var ett brev som turnéläggare Anna Carsén skrev till bibliotekarien vid Åstorps bibliotek i slutet på december 1975.
/.../P.g.a. det stora antalet intressenter till Årstidsträdet beräknas detta inte kunna erbjudas Åstorps bibliotek förrän tidigast juni 1977.
1990 slutade resan för Årstidsträdet när utställningen totalförstördes i Kalix i samband med en brand. Brandorsaken är inte känd, liksom brandförloppet. 1990-02-23 lämnades ett förslag in av de utställningsansvariga på Riksutställningar om en omedelbar – formell – upplösning av utställningen, på grund av branden.
Nedanstående turnéplan är inte komplett, men den ger en bild av hur Årstidsträdets resor kunde se ut.

### 1975
- Umeå, Socialförvaltningen 1/8-28/9.
- Boden, Bodens kommunbibliotek 6/10-30/11.
- Kalix, Kalix kommunbibliotek 3/12-31/12.[14]

### 1976
- Malmberget, Malmbergets folkbibliotek 12/1-8/2.
- Malmberget, Alléskolan, Malmstaskolan 10/2-1/3.
- Luleå, Stadsöskolan, Forsöskolan 5/3-4/4.
- Lycksele, Lycksele bibliotek 12/4-9/5.
- Vilhelmina, kulturnämnden 14/5-7/6.
- Falun, stads- och länsbiblioteket 14/6-8/8.
- Gävle, Ängsullsgårdens förskola 13/8-5/9.
- Mora, Mora folkbibliotek/Avesta, Avesta bibliotek 10/9-24/10.
- Ludvika, Ludvika stadsbibliotek 28/10-14/11.
- Gävle, Gävle stads- och länsbibliotek 16/11-5/12.[14]

### 1977
- Södertälje, Södertälje stadsbibliotek 10/12-9/1.
- Nacka, Nacka stadsbibliotek 14/1-6/2.
- Huddinge, Huddinge stadsbibliotek 14/2-6/3.
- Lidköping, Lidköpings stadsbibliotek 11/3-3/4.
- Vänersborg, Vänersborgs stadsbibliotek 13/4-8/5.
- Åstorp, Åstorps bibliotek 13/5-5/6.
- Vellinge, Vellinge kommunbibliotek 10/6-10/7.[14]
- Kristianstad, Kristianstads bibliotek 14/7-14/8.
- Borås, Borås stadsbibliotek 18/8-4/9.
- Kungsbacka, Kungsbacka bibliotek 9/9-25/9.
- Linköping, Linköpings museum 30/9-23/10.
- Norrköping, Norrköpings bibliotek 27/10-13/11.
- Västerås, Västerås bibliotek 17/11-11/12.[15]

### 1978
- Uppsala, länsbildningsförbundet 15/12-12/1.
- Timrå, Timrå bibliotek 19/1-12/2.
- Örnsköldsvik, Örnsköldsviks kommunbibliotek 20/2-19/3.
- Sandviken, Sandvikens bibliotek 28/3-9/4.
- Vaxholm, Vaxholms bibliotek 17/4-30/4.
- Vällingby, social servicecentral 8/5-4/6.
- Stockholm, social servecentral  7/6-5/7.
- Sigtuna, Studieförbundet Vuxenskolan 28/8-10/9.
- Västerås, Västerås stadsbibliotek, ungdomsavdelningen 14/9-30/9.
- Kungsör, Hagaskolan 5/10-18/10.[15][16]

### 1979
- Örebro, Stadsbiblioteket, regional turné 24/10-14/1
- Herrljunga, Herrljunga folkbibliotek 18/1-31/1.[15][16]
- Uddevalla, Uddevalla stadsbibliotek 6/2-18/2.[16]
- Varberg, Varbergs stadsbibliotek 22/2-7/3.[15][16]
- Osby, Osby folkbibliotek 13/3-29/3.
- Karlskrona, Karlskrona stadsbibliotek 3/4-16/4.
- Skövde, Skövde stadsbibliotek 20/4-3/5.
- Linköping, Linköpings stifts- och landsbibliotek 10/5-6/6.[15][17]
- Östersund, Jämtlands läns bibliotek 13/8-7/10.
- Arjeplog, Arjeplogs bibliotek 15/10-28/10.
- Sandviken, Sandvikens stadsbibliotek 5/11-2/12.[17]

### 1980
- Uppsala, Uppsala stadsbibliotek 10/12-27/1.
- Hofors, Hofors bibliotek 4/2-17/2.
- Gävle, Gävle stadsbibliotek 25/2-9/3.
- Gustavsberg, Gustavsbergs bibliotek 17/3-30/3.
- Solna, Solna stadsbibliotek 8/4-4/5.
- Sala, Sala stadsbibliotek 12/5-26/5.[17]

### 1981
- Paris, Frankrike, Atelier des Enfants, Centre Georges Pompidou 1/2-26/4.

Nynäshamn, Nynäshamn kommun 20/5-31/7:
- Kulturkontoret.
- Humlegårdens daghem.[11]

Kalmar, Kalmar kommun 17/8-16/12. Bibliotek i: 
- Emmaboda 17/8-30/8.
- Nybro 2/9-16/9.
- Högsby 21/9-4/10.
- Mönsterås 7/10-21/10.
- Torsås 26/10-11/11.
- Borgholm 16/11-29/11.
- Mörbylånga 2/12-16/12.[18]

### 1982
- Kristianstad, Kristianstads kommun 8/2-7/3.
- Lund, Lunds stadsbibliotek 15/3-15/5.
- Staffanstorp, Staffanstorps bibliotek 24/5-20/6.[19]

/.../

### 1988
- Kungsbacka, Kungsbacka bibliotek 12/9-9/10.
- Svenljunga, Svenljunga bibliotek 17/10-13/11.
- Bromölla, Bromölla folkbibliotek 21/11-4/12.[20]

### 1989
- Sävsjö, Sävjö bibliotek 12/12-15/1.
- Jönköping, Jönköpings stadsbibliotek vårtermin -89[20]

## Reaktioner
Även om Årstidsträdet var omtyckt fanns det mindre positiva omdömen. Det ständiga fågelkvittret uppfattades i många fall som enformigt och störande av personalen på de olika biblioteken. I Luleå bytte de biblioteksanställda ut fågelljuden mot Vivaldis verk De fyra årstiderna.

## Ekonomi
De totala kostnaderna för vandringsutställningen Årstidsträdet beräknades 1974-09-13 till 7 500 kronor. I den summan ingick bland annat ersättning till Kaj och Per Beckman för målning av träd och fåglar, arvode för materiallådan med innehåll och emballaget som krävdes för att transportera utställningen.
De lokala utställarna betalade 100 kronor per påbörjad 14-dagarsperiod i hyra för utställningen. De fick också betala kostnaden för frakten till nästa visningsort.